# Schwarze Liste invasiver Gefäßpflanzenarten in Deutschland
Die Schwarze Liste invasiver Gefäßpflanzenarten in Deutschland wurde vom Bundesamt für Naturschutz im Jahre 2013 veröffentlicht. Stand 31. März 2024, enthält die Liste 46 Neophyten, die sich in der Bundesrepublik Deutschland invasiv ausbreiten sowie 15 potentiell invasive Arten.

## Liste

### Warnliste
In der Warnliste sind die im Bezugsgebiet (noch) nicht wild lebenden gebietsfremden Arten, die in anderen klimatisch und naturräumlich vergleichbaren Regionen invasiv sind oder bei denen es sehr wahrscheinlich ist, dass sie im Bezugsgebiet invasiv werden und für die daher gezielte vorbeugende Maßnahmen zur Verhinderung der Einbringung erforderlich sind.
| Wissenschaftlicher Name           | Deutscher Name           | Bild | Status    | Einstufung des BfN           |
| --------------------------------- | ------------------------ | ---- | --------- | ---------------------------- |
| Acer rufinerve                    | Rotnerviger Ahorn        |      | Fehlend   | Graue Liste – Handlungsliste |
| Akebia quinata                    | Fingerblättrige Akebie   |      | Fehlend   | Schwarze Liste – Warnliste   |
| Araujia sericifera                | Folterpflanze            |      | Fehlend   | Graue Liste – Handlungsliste |
| Baccharis halimifolia             | Kreuzstrauch             |      | Fehlend   | Schwarze Liste – Warnliste   |
| Eichhornia crassipes              | Wasserhyazinthe          |      | Unbekannt | Schwarze Liste – Warnliste   |
| Fallopia sachalinensis ‚Igniscum‘ | Igniscum                 |      | Fehlend   | Schwarze Liste – Warnliste   |
| Heracleum persicum                | Persischer Bärenklau     |      | Fehlend   | Schwarze Liste – Warnliste   |
| Heracleum sosnowskyi              | Sosnowsky-Bärenklau      |      | Fehlend   | Schwarze Liste – Warnliste   |
| Ludwigia peploides                | Flutendes Heusenkraut    |      | Fehlend   | Schwarze Liste – Warnliste   |
| Paspalum paspalodes               | Pfannengras              |      | Unbekannt | Graue Liste – Handlungsliste |
| Persicaria perfoliata             | Durchwachsener Knöterich |      | Fehlend   | Schwarze Liste – Warnliste   |
| Pueraria lobata                   | Kudzu                    |      | Fehlend   | Schwarze Liste – Warnliste   |
| Sorghum × almum                   | Columbusgras             |      | Fehlend   | Graue Liste – Handlungsliste |
| Spartina alterniflora             | Glattes Schlickgras      |      | Fehlend   | Schwarze Liste – Warnliste   |

### Managementliste
Die Managementliste erfasst Arten, für die in einem neuen Forschungsvorhaben des Bundesamtes für Naturschutz geprüft wird, welche konkreten Maßnahmen ergriffen werden müssen, um eine weitere Ausbreitung dieser invasiven Arten zu verhindern und die Auswirkungen der Ausbreitung zu vermindern.
| Wissenschaftlicher Name    | Deutscher Name                     | Bild | In Unionsliste enthalten |
| -------------------------- | ---------------------------------- | ---- | ------------------------ |
| Acer negundo               | Eschen-Ahorn                       |      | Nein                     |
| Ailanthus altissima        | Götterbaum                         |      | Ja                       |
| Asclepias syriaca          | Gewöhnliche Seidenpflanze          |      | Ja                       |
| Azolla filiculoides        | Großer Algenfarn                   |      | Nein                     |
| Celastrus orbiculatus      | Rundblättriger Baumwürger          |      | Ja                       |
| Crassula helmsii           | Nadelkraut                         |      | Nein                     |
| Cynodon dactylon           | Gewöhnliches Hundszahngras         |      | Nein                     |
| Elodea canadensis          | Kanadische Wasserpest              |      | Nein                     |
| Elodea nuttallii           | Schmalblättrige Wasserpest         |      | Ja                       |
| Epilobium ciliatum         | Drüsiges Weidenröschen             |      | Nein                     |
| Fallopia × bohemica        | Bastard-Staudenknöterich           |      | Nein                     |
| Fallopia japonica          | Japan-Staudenknöterich             |      | Nein                     |
| Fallopia sachalinensis     | Sachalin-Staudenknöterich          |      | Nein                     |
| Fraxinus pennsylvanica     | Pennsylvanische Esche              |      | Nein                     |
| Galeobdolon argentatum     | Silber-Goldnessel                  |      | Nein                     |
| Heracleum mantegazzianum   | Riesen-Bärenklau                   |      | Ja                       |
| Hydrocotyle ranunculoides  | Hahnenfuß-Wassernabel              |      | Ja                       |
| Impatiens glandulifera     | Drüsiges Springkraut               |      | Ja                       |
| Koenigia polystacha        | Himalaja-Knöterich                 |      | Ja                       |
| Lagarosiphon major         | Große Scheinwasserpest             |      | Ja                       |
| Ludwigia grandiflora       | Großblütiges Heusenkraut           |      | Ja                       |
| Lupinus polyphyllus        | Stauden-Lupine                     |      | Nein                     |
| Lysichiton americanus      | Gelbe Scheinkalla                  |      | Ja                       |
| Myriophyllum aquaticum     | Brasilianisches Tausendblatt       |      | Ja                       |
| Myriophyllum heterophyllum | Verschiedenblättriges Tausendblatt |      | Ja                       |
| Phedimus spurius           | Kaukasus-Glanzfetthenne            |      | Nein                     |
| Pinus strobus              | Weymouth-Kiefer                    |      | Nein                     |
| Populus × canadensis       | Bastard-Pappel                     |      | Nein                     |
| Prunus serotina            | Späte Traubenkirsche               |      | Nein                     |
| Pseudotsuga menziesii      | Gewöhnliche Douglasie              |      | Nein                     |
| Quercus rubra              | Rot-Eiche                          |      | Nein                     |
| Rhododendrom ponticum      | Pontischer Rhododendron            |      | Nein                     |
| Robinia pseudoacacia       | Robinie                            |      | Nein                     |
| Rosa rugosa                | Kartoffel-Rose                     |      | Nein                     |
| Sarracenia purpurea        | Rote Schlauchpflanze               |      | Nein                     |
| Solidago canadensis        | Kanadische Goldrute                |      | Nein                     |
| Solidago gigantea          | Späte Goldrute                     |      | Nein                     |
| Spartina anglica           | Salz-Schlickgras                   |      | Nein                     |
| Symphyotrichum lanceolatum | Lanzett-Herbstaster                |      | Nein                     |
| Symphyotrichum novi-belgii | Neubelgien-Herbstaster             |      | Nein                     |
| Syringa vulgaris           | Gewöhnlicher Flieder               |      | Nein                     |

### Aktionsliste
In der Aktionsliste werden invasiv bewertete Pflanzen erfasst, deren aktuelle Verbreitung noch als kleinräumig gilt.
- Karolina-Haarnixe (Cabomba caroliniana)
- Japanischer Hopfen (Humulus scandens)
- Kents Heusenkraut (Ludwigia × kentiana)
- Ausläufer-Asienfetthenne (Phedimus stolonifer)
- Lästiger Schwimmfarn (Salvinia molesta)